# Denton (Texas)
Denton és una població dels Estats Units a l'estat de Texas. Segons el cens del 2007 tenia 119.454 habitants.

## Demografia
Segons el cens del 2000, Denton tenia 80.537 habitants, 30.895 habitatges, i 16.405 famílies. La densitat de població era de 505,7 habitants/km².
Dels 30.895 habitatges en un 26,1% hi vivien nens de menys de 18 anys, en un 39,8% hi vivien parelles casades, en un 9,5% dones solteres, i en un 46,9% no eren unitats familiars. En el 31,5% dels habitatges hi vivien persones soles el 6% de les quals corresponia a persones de 65 anys o més que vivien soles. El nombre mitjà de persones vivint en cada habitatge era de 2,35 i el nombre mitjà de persones que vivien en cada família era de 3,06.
Per edats la població es repartia de la següent manera: un 20,7% tenia menys de 18 anys, un 25% entre 18 i 24, un 30,8% entre 25 i 44, un 15,7% de 45 a 60 i un 7,9% 65 anys o més.
L'edat mediana era de 27 anys. Per cada 100 dones de 18 o més anys hi havia 94,4 homes.
La renda mediana per habitatge era de 35.422$ i la renda mediana per família de 51.419$. Els homes tenien una renda mediana de 33.698$ mentre que les dones 26.037$. La renda per capita de la població era de 19.365$. Aproximadament el 8,7% de les famílies i el 16,2% de la població estaven per davall del llindar de pobresa.

## Poblacions més properes
El següent diagrama mostra les poblacions més properes.

## Personatges il·lustres
- Ann Sheridan. Actriu.